# Syndicat intercommunal
Dans certains pays, un syndicat intercommunal est une entité juridique créée entre deux ou plusieurs communes pour mettre en commun la gestion d'un ou plusieurs équipements.
- France : Syndicat intercommunal (France)
- Luxembourg : Syndicat intercommunal (Luxembourg)
- En Suisse, un syndicat intercommunal est une structure intercommunale de droit public dans certains cantons.